# Équipe cycliste Alpha Baltic-Maratoni.lv
L'équipe cycliste Alpha Baltic-Maratoni.lv est une équipe cycliste continentale lettonne créée en 2011. Elle était nommée Alpha Baltic-Unitymarathons.com de 2011 à 2014.

## Histoire de l'équipe

### 2015
En 2015, l'équipe change de nom et devient Alpha Baltic-Maratoni.lv. Douze coureurs lettons constituent son effectif.

## Classements UCI
L'équipe participe aux circuits continentaux et principalement à des épreuves de l'UCI Europe Tour. Les tableaux ci-dessous présentent les classements de l'équipe sur les différents circuits, ainsi que son meilleur coureur au classement individuel.
UCI Asia Tour
| Saison | Classement par équipes | Meilleur coureur au classement individuel |
| ------ | ---------------------- | ----------------------------------------- |
| 2013   | 51e                    | Kristofers Rācenājs (200e)                |

UCI Europe Tour
| Saison | Classement par équipes | Meilleur coureur au classement individuel |
| ------ | ---------------------- | ----------------------------------------- |
| 2011   | 97e                    | Kristofers Rācenājs (676e)                |
| 2012   | 80e                    | Erki Pütsep (173e)                        |
| 2013   | 86e                    | Reinis Andrijanovs (330e)                 |
| 2014   | 110e                   | Māris Bogdanovičs (432e)                  |

## Alpha Baltic-Maratoni.lv en 2016[12]

### Effectif
| Cycliste            | Date de naissance | Nationalité | Équipe 2015              |  |
| ------------------- | ----------------- | ----------- | ------------------------ |  |
| Ansis Brēmanis      | 15 février 1994   | Lettonie    | Alpha Baltic-Maratoni.lv |  |
| Valters Čakšs       | 8 avril 1996      | Lettonie    | Rietumu-Delfin           |  |
| Ingus Eislers       | 28 janvier 1989   | Lettonie    | Alpha Baltic-Maratoni.lv |  |
| Sandis Eislers      | 2 juillet 1993    | Lettonie    | Alpha Baltic-Maratoni.lv |  |
| Vitālijs Korņilovs  | 17 juillet 1979   | Lettonie    | Alpha Baltic-Maratoni.lv |  |
| Arnis Lazdiņš       | 8 janvier 1996    | Lettonie    | Alpha Baltic-Maratoni.lv |  |
| Viesturs Lukševics  | 16 avril 1987     | Lettonie    | Alpha Baltic-Maratoni.lv |  |
| Dāvis Perševics     | 2 février 1997    | Lettonie    |                          |  |
| Kristofers Rācenājs | 13 décembre 1985  | Lettonie    | Alpha Baltic-Maratoni.lv |  |
| Kaspars Sergis      | 12 juin 1992      | Lettonie    | Alpha Baltic-Maratoni.lv |  |
| Andris Smirnovs     | 6 février 1990    | Lettonie    | Rietumu-Delfin           |  |
| Lauris Spillers     | 19 février 1974   | Lettonie    | Alpha Baltic-Maratoni.lv |  |

### Victoires
Aucune victoire UCI.